# Ennada cinerea
Ennada cinerea là một loài bướm đêm trong họ Geometridae.